# 513
513（五百十三、五一三、ごひゃくじゅうさん）は自然数、また整数において、512の次で514の前の数である。

## 性質
- 513は合成数であり、約数は 1, 3, 9, 19, 27, 57, 171, 513 である。
  - 約数の和は800。
- 134番目のハーシャッド数である。1つ前は512、次は516。
  - 9を基とする42番目のハーシャッド数である。1つ前は504、次は522。
- 513 = 29 + 1 
  - n = 9 のときの 2n + 1 の値とみたとき1つ前は257、次は1025。(オンライン整数列大辞典の数列 A000051)
  - n = 2 のときの n9 + 1 の値とみたとき1つ前は2、次は19684。
  - 513 = 1 × 29 + 1 より31番目のプロス数である。1つ前は481、次は545。
  - 513 = 19 + 29
    - 連続自然数の9乗和とみたとき1つ前は1、次は20196。

  - 513 = 22×4+1 + 1
    - n = 4 のときの 22n+1 + 1 の値とみたとき1つ前は129、次は2049。(オンライン整数列大辞典の数列 A087289)
    - 513 = 14 + 44 + 44
- 513 = 83 + 1 
  - n = 3 のときの 8n + 1 の値とみたとき1つ前は65、次は4097。(オンライン整数列大辞典の数列 A062395)
  - n = 8 のときの n3 + 1 の値とみたとき1つ前は344、次は730。(オンライン整数列大辞典の数列 A001093)
  - 513 = 13 + 83
    - 2つの正の数の立方数の和で表せる27番目の数である。1つ前は468、次は520。(オンライン整数列大辞典の数列 A003325)
    - 異なる2つの正の数の立方数の和で表せる21番目の数である。1つ前は468、次は520。(オンライン整数列大辞典の数列 A024670)
    - 513 = 13 + 83 = (−6)3 + 93
      - 2つの立方数の和2通りで表せる5番目の数である。1つ前は217、次は721。(オンライン整数列大辞典の数列 A051347)
- 513 = 12 + 162 + 162 = 22 + 52 + 222 = 62 + 62 + 212 = 72 + 82 + 202 = 112 + 142 + 142 = 122 + 122 + 152
  - 3つの平方数の和6通りで表せる17番目の数である。1つ前は497、次は530。(オンライン整数列大辞典の数列 A025326)
  - 513 = 22 + 52 + 222 = 72 + 82 + 202
    - 異なる3つの平方数の和2通りで表せる100番目の数である。1つ前は507、次は516。(オンライン整数列大辞典の数列 A025340)
- 513 = 19 × 33
  - n = 3 のときの 19 × 3n の値とみたとき1つ前は171、次は1539。(オンライン整数列大辞典の数列 A176413)
- 513 = 232 − 16
  - n = 23 のときの n2 − 16 の値とみたとき1つ前は468、次は560。(オンライン整数列大辞典の数列 A028566)
  - 513 = 232 − (5 + 2 + 9)
    - n = 23 のときの n2 とその各位の和との差とみたとき1つ前は468、次は558。(オンライン整数列大辞典の数列 A224977)

## その他 513 に関連すること
- 西暦513年
- 紀元前513年
- サンチアゴ航空513便事件
- 513BAKERYスタジアム松阪
- 513号線 (オーストリア)